# Mk 1 18吋48倍徑艦炮
美國海軍Mk 1型18吋48倍徑艦炮（英語：18"/48 caliber Mark 1 – United States Naval gun）是美國海軍於1920年代初期研製的大口徑艦載主炮的初步名稱和設計。在《华盛顿海军条约》禁止研發大於16英寸（406毫米）的艦炮以後，重置內襯並且製成為Mk 4 16吋56倍徑高速艦炮。直到第二次世界大战開始以後，該艦炮又一次重置內襯為18吋口徑，並且用於對新型的超重型砲彈進行測試。該艦炮的最終形態目前正在美國弗吉尼亞州的達爾格倫海軍武器工廠當中展出。

## 序述
第一次世界大战以後，昔日的盟友蓄勢待發，開始大規模而且高昂的海軍軍備競賽，英國、美國和日本都為其大型新銳战列舰和战列巡洋舰編隊制定了計劃。於1920年設計的Mk 1 18吋48倍徑艦炮，是向更大型和更為全副武裝的主力艦發展的過程中所得的結果。其設計是以2,700英尺每秒（822.96每秒）的砲口初速發射重達2,900磅（1,315.42）的穿甲砲彈。當1922年《華盛頓海軍條約》禁止研製16英寸以上的艦炮時，該艦炮的原型已完成了一半。
儘管有條約所限制，但在1927年至1928年期間所進行的战列舰研究當中仍然考慮了這門艦炮，但結果由於重量超標、內襯壽命非常短暫以及甲板貫穿能力差劣而被駁回。艦炮的尺寸和重量意味著在已知尺寸的艦隻以上，可以搭載18英寸艦炮的艦隻會比16英寸艦炮的艦隻要少，而且砲彈龐大的尺寸和重量亦會降低其射速。

## Mk 4型16吋56倍徑艦炮
Mk 1型18吋48倍徑艦炮以額外加厚的16吋內襯製成完成品，而作為成果的武器獲命名為Mk 4型16吋56倍徑艦炮。1927年，該艦炮在達爾格倫試驗場進行了首次測試，測試一直持續至1930年代。它以3,000英尺每秒（914.40每秒）的初速發射重達2,100磅（952.54）的穿甲砲彈，在40°仰角時射程可達49,383 yd（45,155.82米）。原型的高度炮口初速導致內襯壽命只有非常短的45發炮彈，而最初預定目標是該服役武器的內襯壽命為125發全裝藥炮彈。在衣阿华级战列舰的設計過程的早期階段，該炮亦曾被短暫考慮用作主炮；但由於使用壽命短暫，而又一次被駁回了；而蒙大拿级战列舰的水线装甲带（大於16吋）卻是針對16吋56倍徑艦炮而進行設計。

## Mk A型18吋47倍徑艦炮
1938年，由於日本拒絕簽署《第二次伦敦海军条约》以及歐洲和亞洲局勢的惡化，美國的战列舰研究再度考慮18吋口徑的主炮。在早期設計階段，45,000噸“慢速”戰艦替代高速戰艦設計，最終導致蒙大拿级战列舰的設計，而且在一些建議中亦考慮了18吋48倍徑艦炮的選項。Mk 4型16吋56倍徑艦炮的螺紋尖端被切掉，然後重置內襯為18吋；該武器隨後獲命名為Mk A型18吋47倍徑艦炮，並且用於測試重達3,850磅（1,746.33）的“超重型”穿甲砲彈，該艦炮在40°仰角時以標稱的2,400 ft/s（731.52 m/s）的初速射擊時，射程可達43,453 yd（39,733.42米）。單發最高的能量是將重達3,848磅的炮彈以2,508 ft/s（764.44 m/s）的速度射出，最大壓力為19.91噸／平方英寸。
但最終，總務委員會決定採用16吋50倍徑的艦炮以提供性能和重量的最佳組合，而新型的Mk 7 16吋50倍徑艦炮則被衣阿华级战列舰的設計所採用。而海军航空兵的盛行更終止了美國、以至各國對大口徑艦炮的進一步發展。
當Mk A型18吋47倍徑艦炮被用以測試新型的“超重型”18吋穿甲砲彈時，如果該口徑獲得選用，還將會建造出新型的輕量級Mk 2 18吋48倍徑艦炮。新型輕巧的18吋主砲可以2,500 ft/s（762.00 m/s）的初速射出重達3,850磅的“超重型”砲彈，其設計反映了當代的Mk 7 16吋50倍徑艦炮所使用的設計遠超於Mk A型18吋47倍徑艦炮構造當中使用的1920年代技術。
第二次世界大戰後，儘管大口徑艦炮的研製悉數終止，但該艦炮隨後卻被用於研發低阻力航空炸弹。在這用途以下，該艦炮總共發射了114發；1957年11月7日，就是其最後一炮的日子。測試結束以後，該艦炮在美國弗吉尼亞州達爾格倫海軍武器工廠展出。

## 結構
該艦炮的筒緊身管是由內襯管、管子、護套、九具箍、六具緊鎖環、獨立的軛環和螺栓框襯管所組成。後膛機構是由裝有垂直槓桿操作裝置的下擺間斷螺紋式炮閂所組成。1940年代曾考慮對炮膛進行鍍铬處理，但從未進行過鍍鉻。

## 流行文化
Mk 1型18吋48倍徑艦炮的改型：Mk A型18吋47倍徑艦炮在2015年戰遊網大型多人在线角色扮演射击游戏《戰艦世界》當中的多次更新以後，以雙聯裝砲塔之姿分別將三座、四座和四座搭載於其加值系IX級架空衣阿华级战列舰4號方案艦喬治亞號、修改至建造計劃的加值系X級蒙大拿级战列舰2號艦俄亥俄號和X級1938年高速戰艦方案艦俄勒崗號以上，還有以三連裝砲塔之姿將四座搭載於銀幣系X級架空標準型戰列艦佛蒙特號、X級封測系標準型戰列艦猶他號與康乃狄克號以上；而中國智能手机遊戲《碧藍航線》與戰艦世界的第二次聯動活動當中，在喬治亞號的艦娘登場的同時，亦讓Mk A型18吋47倍徑艦炮沿用相關資料登場，並且命名為“试作型双联装457mm主炮MKAT0”。

## 資料來源
1. ↑  Garzke & Dulin pp. 154-157
2. ↑  Friedman pp. 330-332
3. ↑  Garzke & Dulin, pp. 110-112
4. ↑  Friedman pp. 308
5. ↑  Sumrall pp.66
6. ↑  History of the U.S. Navy’s Only 18-inch Gun. （页面存档备份，存于） Naval Surface Warfare Center Dahlgren.

## 外部連結
- （英文）—18"/48 (45.7 cm) Mark 1, 16"/56 (40.6 cm) Mark 4, 18"/47 (45.7 cm) Mark A （页面存档备份，存于）
- （英文）—History of the U.S. Navy’s Only 18-inch Gun （页面存档备份，存于）